# Lucas Pinto
Lucas Pinto (Rio de Janeiro) é um carnavalesco brasileiro, radicado especialmente no carnaval de São Paulo.

## História
Lucas Pinto atuou inicialmente como assistente para diversos carnavalescos. estreando na função de carnavalesco no Jacarezinho, com o vice-campeonato do Grupo 2 e continuando na escola, onde em sua estreia pelo Grupo Especial, ficou na 18º colocação e caindo pro segundo grupo. após um tempo parado, assumiu o carnaval da Grande Rio, pela qual conquistou o primeiro título para escola de Duque de Caxias e ainda fez a Santa Cruz, ao terminar na 3º colocação, no então grupo 1B. mais tarde virou carnavalesco da Unidos da Tijuca, onde em mais um retorno ao Especial conseguiu terminar na 14º colocação e continuando como carnavalesco em 1997, ao ficar em 11º lugar. no ano seguinte com a Villa Rica, consegue mais uma ascensão, dessa vez para o então Grupo A. Em 2000 foi para São Paulo, onde virou carnavalesco da X-9 Paulistana. Logo no primeiro ano, conseguiu o primeiro título da escola na elite do samba paulistano. permaneceu na agremiação durante mais seis anos, com dois Vice-campeonatos e terceiros lugares, além de estar na 6 e 10º colocação. durante essas passagens ainda fez o carnaval da Sereno de Campo Grande, no ano de 2000 e Colorado do Brás, em 2003.
Em 2007 foi contratado pela Tucuruvi, onde nessa passagem conquistou a 9º colocação. no ano seguinte pelo Grupo de acesso do Carnaval Paulistano, pela Barroca Zona Sul, consegue mesmo não subindo uma boa colocação, sendo 3º colocado e retornou a Colorado do Brás, desfilando no então grupo 1 da UESP e obtendo a 5º colocação. foi convidado para desenvolver o Nenê de Vila Matilde, justamente no ano em que comemorava seus seis anos, mas infelizmente a escola desceu pela primeira vez ao acesso. depois de ficar bastante tempo fora do carnaval, Lucas Pinto foi anunciado em 2013, pela Vila Maria, onde conseguiu o título do Grupo de Acesso com o enredo Nos meus 60 anos de alegria, sou Vila Maria e faço a festa resgatando do passado brinquedos e brincadeiras do tempo de criança e continuou na escola em 2015, onde conseguiu manter a escola no Grupo Especial e ainda se aventurou em Florianópolis, respectivamente pela União da Ilha da Magia , onde sagrou-se bicampeão e permanecendo em 2014. em 2016, voltou ao Carnaval Carioca para novamente atuar como carnavalesco da Santa Cruz. No ano seguinte, o carnavalesco retorna novamente para X-9 Paulistana.

## Desfiles assinados por Lucas Pinto
| Ano  | Escola                 | Colocação   | Divisão         | Enredo | Ref.  |
| ---- | ---------------------- | ----------- | --------------- | --- | ----- |
| 1982 | Santa Cruz             | 3º lugar    | Grupo 2         | Braguinha, carnaval de sonho                                                                                                   |       |
| 1983 | Santa Cruz             | 3º lugar    | Grupo 2         | Uma andorinha só não faz verão                                                                                                 |       |
| 1988 | Jacarezinho            | Vice-Campeã | Grupo 2         | Parabéns pra você |       |
| 1989 | Jacarezinho            | 18º lugar   | Grupo 1         | Mitologia, Astrologia, Horóscopo, uma bênção                                                                                   |       |
| 1992 | Grande Rio             | Campeã      | Grupo A         | Águas claras para um rei negro                                                                                                 |       |
| 1993 | Santa Cruz             | 4º lugar    | Grupo A         | Quo Vadis? Meu Negro de Ouro                                                                                                   |       |
| 1996 | Unidos da Tijuca       | 14º lugar   | Grupo Especial  | Ganga-Zumbi, expressão de uma raça                                                                                             |       |
| 1997 | Unidos da Tijuca       | 11º lugar   | Grupo Especial  | Viagem pitoresca pelos cinco continentes num jardim                                                                            |       |
| 1998 | Villa Rica             | Vice-Campeã | Grupo B         | Ferrogun |       |
| 2000 | X-9 Paulistana         | Campeã      | Grupo Especial  | Quem é você, Café! |       |
| 2000 | Sereno                 | 5º lugar    | Grupo D         | Adelino Moreira, Um Boêmio Nos 500 Anos do Brasil                                                                              |       |
| 2001 | X-9 Paulistana         | 3º lugar    | Grupo Especial  | Estive Aqui! Lembrei-me de Você! Me Leva Brasil                                                                                |       |
| 2002 | X-9 Paulistana         | 10º lugar   | Grupo Especial  | Aceito tudo, quem sou eu?...O papel                                                                                            |       |
| 2003 | X-9 Paulistana         | 3º lugar    | Grupo Especial  | Pi, iê, rê Jeribatiba ou Pinheiros. A deusa dos rios clama pela preservação: Se ela muda o curso, pode mudar sua história      |       |
| 2003 | Colorado do Brás       | Vice-Campeã | Grupo 1         | Metamorfose Bantu |       |
| 2004 | X-9 Paulistana         | Vice-Campeã | Grupo Especial  | Se vens em minha casa com deus no coração, senta-te a mesa e coma do meu pão                                                   |       |
| 2005 | X-9 Paulistana         | Vice-Campeã | Grupo Especial  | Nascidos para cantar e também sambar                                                                                           |       |
| 2006 | X-9 Paulistana         | 6º lugar    | Grupo Especial  | X da questão |       |
| 2007 | Tucuruvi               | 9º lugar    | Grupo Especial  | Renovar é Preciso... para que o Viver seja Possível                                                                            |       |
| 2008 | Barroca Zona Sul       | 3º lugar    | Grupo de acesso | Artistas Viajantes Num País Romântico                                                                                          |       |
| 2008 | Colorado do Brás       | 5º lugar    | Grupo 1         | Catopês do Milho Verde, de escravo a rei da festa                                                                              |       |
| 2009 | Nenê                   | 13º lugar   | Grupo Especial  | 60 Anos - Coração Guerreiro, A Grande Refazenda Do Samba                                                                       |       |
| 2012 | União da Ilha da Magia | Campeã      | Grupo Especial  | Una bella Storia |       |
| 2014 | União da Ilha da Magia | 5º lugar    | Grupo Especial  | Da Lagoa à Jamaica, Uma viagem ao lado do Rei                                                                                  |       |
| 2014 | Vila Maria             | Campeã      | Grupo de acesso | Nos meus 60 anos de alegria, sou Vila Maria e faço a festa resgatando do passado brinquedos e brincadeiras do tempo de criança |       |
| 2015 | Vila Maria             | 10º lugar   | Grupo Especial  | Só os diamantes são eternos na química divina                                                                                  |       |
| 2016 | Santa Cruz             | 12º lugar   | Série A         | Diz mata! Digo verde. A natureza veste a incerteza. E o amanhã?                                                                |       |
| 2017 | X-9 Paulistana         | Campeã      | Grupo de acesso | Vim, vi e venci! A Saga Artística de um Semideus                                                                               |       |
| 2018 | Nenê                   | 4º lugar    | Grupo de acesso | Epopéia Africana | [ 8 ] |
| 2023 | Leão de Nova Iguaçu    | 4° lugar    | Série Prata     | Orlando Orfei - O Circo que vive em mim                                                                                        |       |